# Yves Meyer
Yves F. Meyer (tiếng Pháp: [mɛjɛʁ]; sinh ngày 19 tháng 7 năm 1939) là một nhà toán học Pháp. Ông là trong số những cha đẻ của lý thuyết wavelet.
Sinh ra trong một gia đình Do Thái Sephardic, Yves Meyer học tại trường trung học Carnot của Tunis và trở thành người chiến thắng của cuộc thi chung của tiếng Hy Lạp và toán học, và đỗ đầu bảng trong kỳ thi tuyển vào École normale supérieure năm 1957. Ông có bằng tiến sĩ vào năm 1966 dưới sự hướng dẫn của Jean-Pierre Kahane.
Ông là một giáo sư tại Đại học Paris Dauphine, tại École Polytechnique (1980-1986), giáo viên thỉnh giảng tại Conservatoire national des arts et métiers (2000) và hiện đang giữ chức vụ giáo sư danh dự tại École Normale Supérieure Paris-Saclay. Ông đã được trao tặng Giải Carl Friedrich Gauss năm 2010 cho những đóng góp cơ bản trong lý thuyết số, lý thuyết toán tử và giải tích điều hòa, và vai trò then chốt trong sự phát triển của wavelets và phân tích đa phân giải (multiresolution). Ông được trao giải Abel năm 2017 "cho vai trò then chốt trong sự phát triển của lý thuyết toán học của wavelet."

## Các công trình tiêu biểu
- Meyer (Y.), Nombres de Pisot, Nombres de Salem et Analyse Harmonique, Springer-Verlag, 1970.
- Meyer (Y.), Algebraic numbers and harmonic analysis, North-Holland, 1972.
- Meyer (Y.), Ondelettes et Opérateurs, Hermann, 1990.
- Meyer (Y.), Wavelets and Operators, Cambridge University Press, 1992.[5]